# Теодорович, Иван Адольфович
Ива́н Адо́льфович Теодоро́вич (29 августа [10 сентября] 1875, Смоленск — 20 сентября 1937, Москва) — российский революционер, советский государственный деятель, историк революционного движения, первый нарком продовольствия (1917).

## Биография

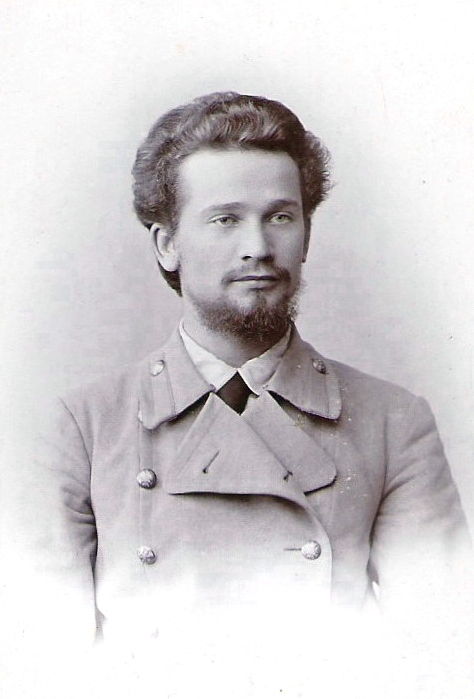
И. А. Теодорович, 1894 г.

Происходил из польской дворянской семьи. Окончив Витебскую гимназию (по др. утверждению — был исключён из восьмого класса за участие в революционном движении), поступил в 1894 году на естественный факультет Московского университета.
Арестовывался как участник студенческих беспорядков. С 1895 года примкнул к социал-демократическому движению, член московского «Рабочего союза», был организатором первого социал-демократического кружка в Смоленске. В 1900 году окончил университет и перешел на положение профессионального революционера. В 1902 член Московского комитета РСДРП. В ноябре того же года был арестован и выслан в Якутскую губернию на 6 лет.
Летом 1905 года бежал из Якутской губернии и выехал за границу в Швейцарию. В Женеве работал секретарем редакции газеты «Пролетарий». В октябре 1905 г. вернулся в Россию, был избран членом Петербургского комитета РСДРП и состоял в нем до мая 1907 года. Делегат 4-го (1906) и 5-го (1907) съездов РСДРП от фракции большевиков, на 5-м избирался членом ЦК. Баллотировался в депутаты на выборах в III Государственную Думу, но не был избран. В феврале 1908 года выехал на Урал для ведения революционной работы, но вскоре был арестован. Отправлен на каторжные работы, а затем на поселение в Нижнеудинском уезде.

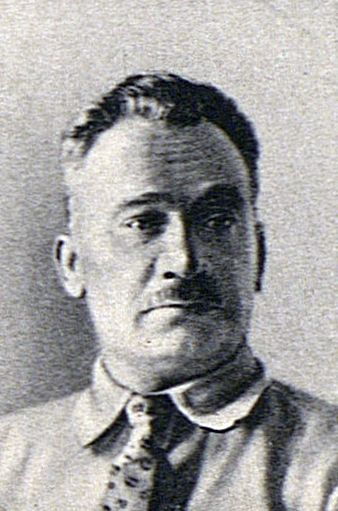
И. А. Теодорович, 1917 г.

После Февральской революции 1917 года выехал с места ссылки, в середине марта прибыл в Петроград. Был делегатом 7-й (Апрельской) Всероссийской конференции, на которой избран кандидатом в члены ЦК, и VI-го съезда РСДРП(б). С августа 1917 заместитель председателя Петроградской городской думы, затем член управы и особого по продовольствию присутствия.
После Октябрьской революции в первом составе СНК занял пост наркома по делам продовольствия. Был сторонником создания однородного социалистического правительства с участием меньшевиков и эсеров. После того как ЦК РСДРП(б) отверг соглашение с этими партиями, Теодорович 4(17) ноября 1917 г. подписал заявление о выходе из СНК, но до декабря продолжал исполнять свои обязанности.

…разногласие касалось вопроса, должна ли была наша партия начать с «военного коммунизма», или можно было отправляться от того, что в 1921 г. получило название «новой экономической политики». Я держался в 1917 г. последнего мнения…
— И. А. Теодорович, автобиография
Выехал в Сибирь для отдыха и лечения на несколько месяцев, но после начала чехословацкого мятежа был вынужден остаться там. В 1919—1920 годах участвовал в партизанском движении в Сибири против режима Колчака.
В 1920 году выехал в Москву, был назначен членом коллегии Наркомзема, а с 1922 года заместителем наркома земледелия, занимал эту должность до 1928 года. Одновременно с 1926 года был директором Международного аграрного института. В 1928—1930 годах генеральный секретарь Крестьянского интернационала. Делегат XV-го и XVI-го съездов ВКП(б). Был членом ВЦИК. Является автором ряда работ по аграрному вопросу и истории революционного движения.
В статьях 1920-х годов трактовал НЭП как способ накопления средств в капиталистическом аграрном секторе за счёт развития «крепких» крестьянских хозяйств, что должно было в дальнейшем послужить источником средств для индустриализации, в том числе и самой деревни, а следовательно, и её переходу к социализму. В Наркомземе курировал работу экономиста Н. Д. Кондратьева, руководившего отделом сельскохозяйственной экономики и статистики Управления сельского хозяйства, оказывал ему определённую защиту и покровительство (в частности способствовал в 1920 его освобождению из-под ареста). В конце 1920-х годов на Кондратьева обрушился поток политических обвинений. Кампания по разгрому «кондратьевщины» сопровождалась обвинениями Теодоровича, в результате он был снят с занимаемых постов и отправлен заведовать журналом и издательством Общества бывших политкаторжан и ссыльнопоселенцев. После арестов по делам Трудовой крестьянской партии и Союзного бюро ЦК РСДРП Сталин писал Молотову: «Следствие по делу Кондратьева — Громана — Садырина нужно вести со всей основательностью, не торопясь. Это дело очень важное. Не сомневаюсь, что вскроется прямая связь (через Сокольникова и Теодоровича) между этими господами и правыми (Бухарин, Рыков, Томский)». 22 ноября 1930 года в «Правде» было напечатано «покаянное» письмо Теодоровича, в котором он признавал своё понимание НЭПа ошибочным.

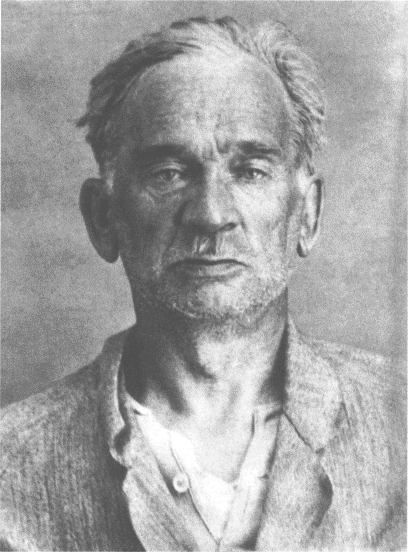
И. А. Теодорович. Фото из следственного дела. 1937 г.

В 1929—1935 годах был редактором издательства Общества бывших политкаторжан и ссыльнопоселенцев и журнала «Каторга и ссылка».
Был арестован 11 июня 1937 года Приговорён Военной коллегией Верховного суда СССР 20 сентября 1937 г. по обвинению в участии в антисоветской террористической организации[прояснить] к смертной казни и в тот же день расстрелян.
Место захоронения — Донское кладбище в Москве.
Реабилитирован 11 апреля 1956 года Военной коллегией Верховного суда СССР.

## Семья
- Жена — Окулова-Теодорович, Глафира Ивановна (23.4(6.5).1878—19.10.1957) — советский государственный и партийный деятель. 
  - Сын — Константин Иванович Теодорович (1907—1964) — художник и литератор[10].

## Сочинения
- О государственном регулировании крестьянского хозяйства. М., 1921
- Судьбы русского крестьянства, М., 1923, 1924, 1925
- К вопросу о сельскохозяйственной политике в РСФСР, М., 1923
- Уроки союза рабочих и крестьян в СССР. Доклад на 2-м съезде Международного крестьянского совета, М., 1925
- Восемь лет нашей крестьянской политике. М., 1926
- Вопросы индустриализации и сельское хозяйство. Свердловск, 1927
- Историческое значение партии «Народной воли», М., изд. Политикаторжан, 1930
- О Горьком и Чехове, М.—Л., ГИЗ, 1930
- «1 марта 1881 г.», М., 1931
- Автобиография